# Castillo Kanazawa

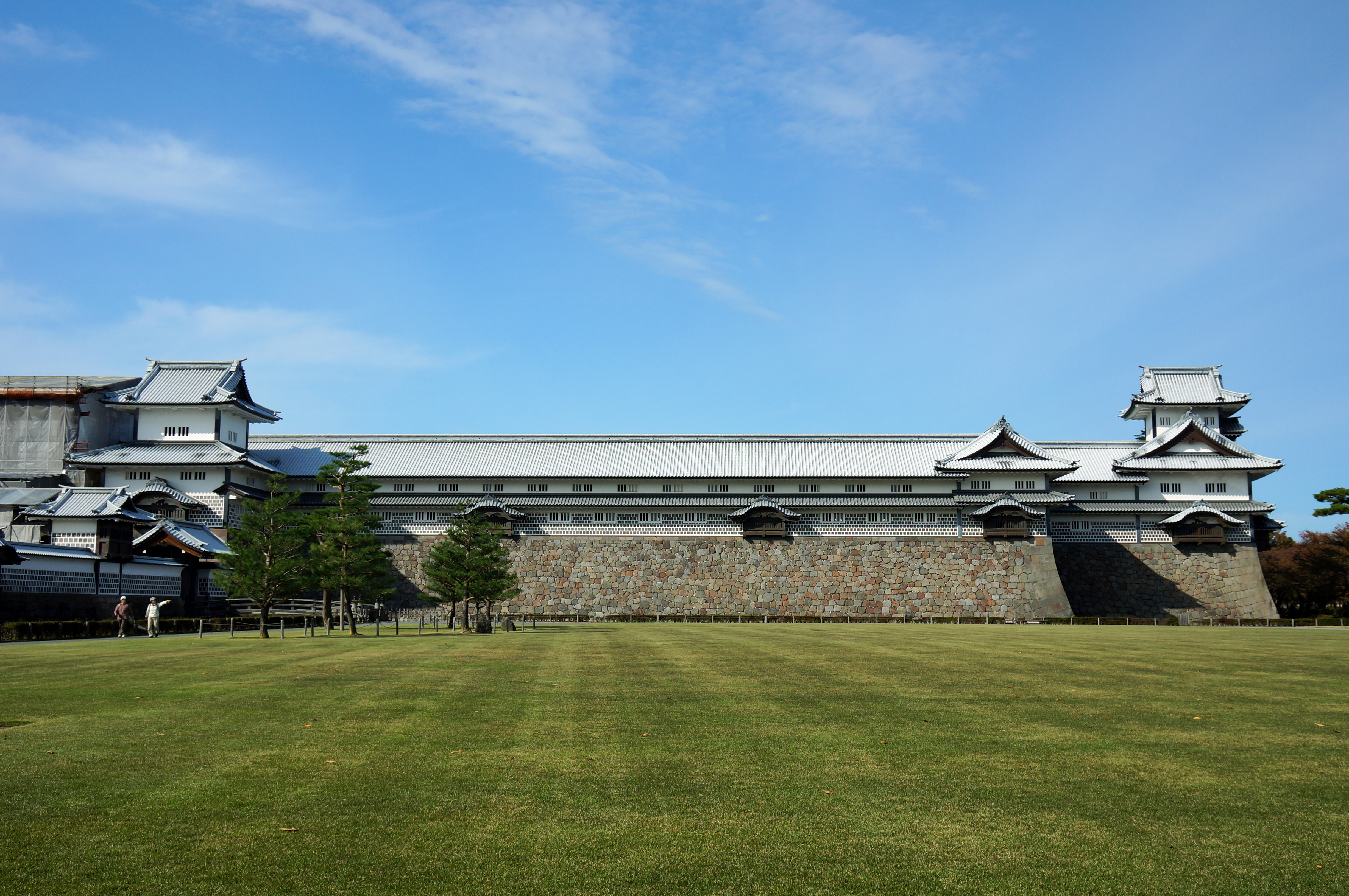
Sannnomaru del castillo Kanazawa.

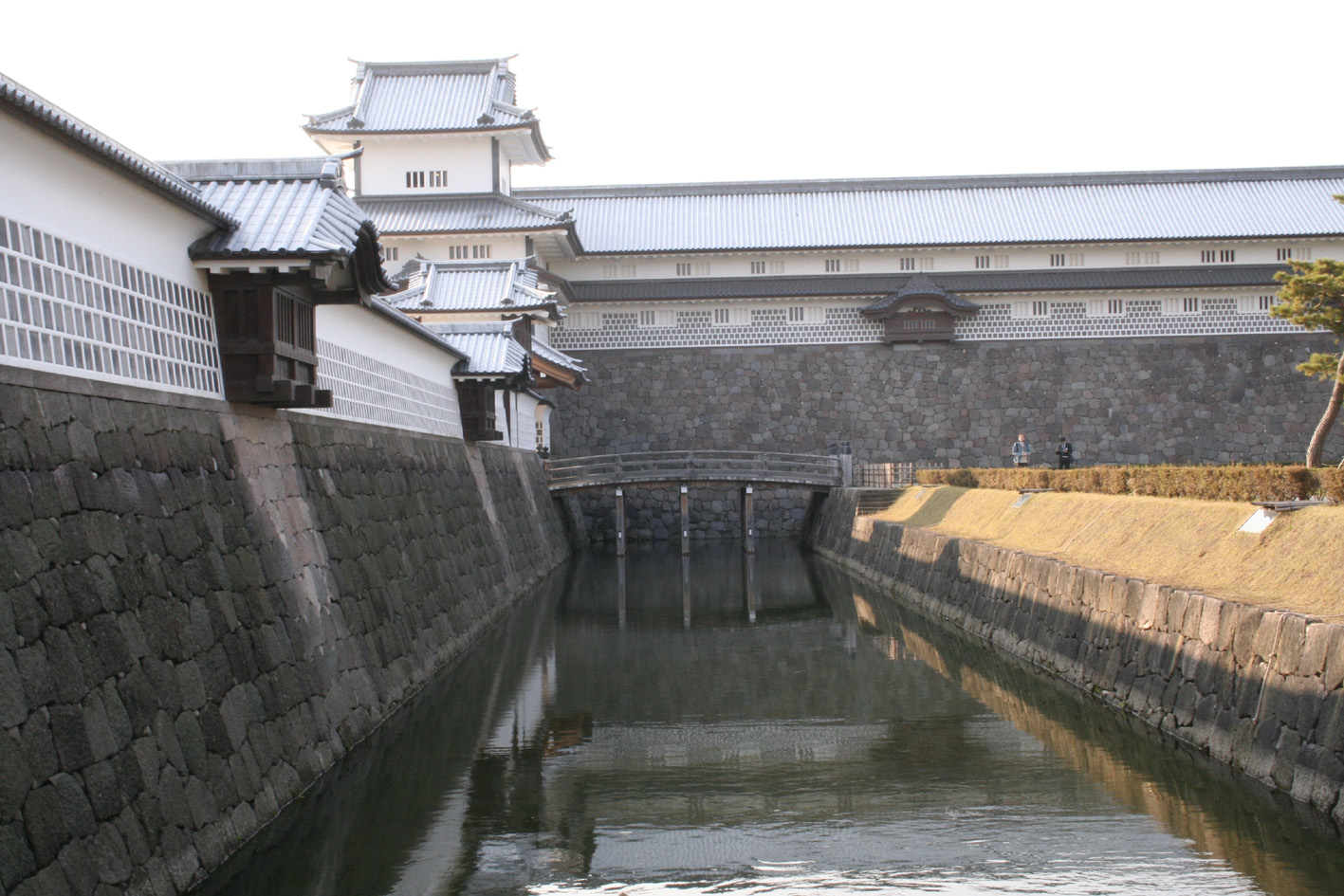
Foso del castillo.

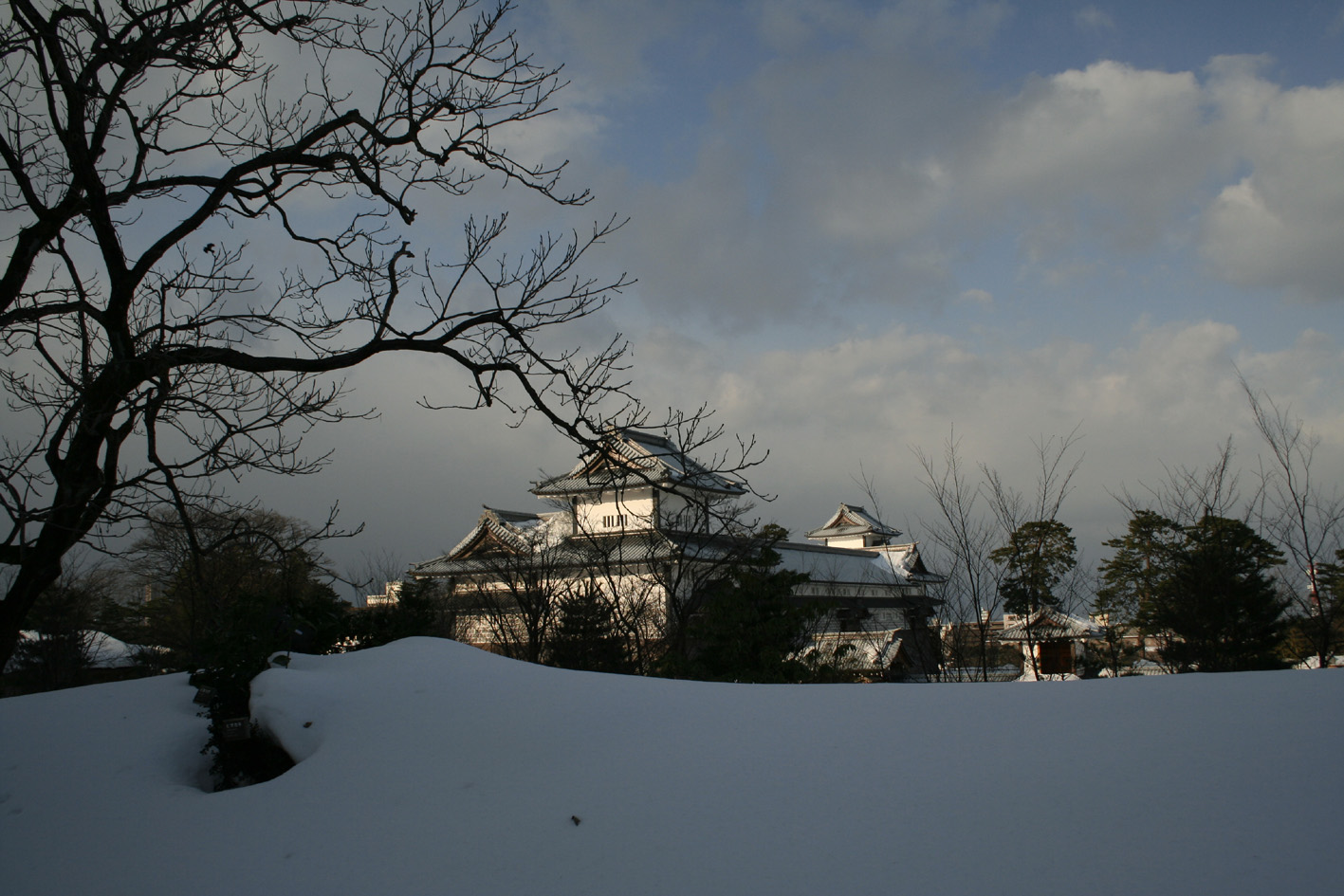
Castillo Kanazawa en invierno.

El castillo Kanazawa (金沢城 Kanazawa-jō?) es un gran castillo japonés ubicado en Kanazawa, prefectura de Ishikawa en Japón.
El castillo fue fundado en 1583 cuando el clan Maeda se trasladó a Kanazawa para establecer el Dominio de Kaga. Fue reconstruido en 1592 después de las invasiones japonesas a Corea y durante este tiempo fue que se cavaron la mayoría de los fosos. El castillo se incendió y fue nuevamente reconstruido en 1620 – 1621 y nuevamente en 1631 – 1632,  casi fue destruido en el gran incendio de Kanazawa de 1759 y reconstruido en 1762 y 1788. Después de algunos incendios menores y un terremoto, el castillo fue destruido por el fuego nuevamente en 1881.
Los que permanece hoy día, incluyendo la Puerta Ishikawa de 1788, el Sanjukken Nagaya y el cuarto de almacén Tsurumaru son parte de las estructuras originales que ostenta la construcción.
La yagura Hishi, el cuarto de almacén Gojiken Nagoya y el Hashizume-mon Tsuzuki yagura fueron reconstruidos en el 2001 a su forma de 1809 utilizando los métodos originales de construcción.
El castillo tenía tales proporciones que durante finales de los 1700’s era llamado “el lugar de los 1,000 tatami”. Algunas de las características distintivas del castillo es que los tejados están recubiertos de una fina lámina de plomo, no sólo porque eran a prueba de fuego, sino porque en tiempo de asedio estos podían quitarse, fundirse y transformarse en balas. La fachada está cubierta de azulejos negros y algunos son falsos, pues se desmontan y sirven para disparar por el otro lado. 
Los elementos principales del castillo incluyen:
- Hishi Yagura – torre de observación de 3 pisos de altura.
- Gojikken Nagaya – torreta en forma de salón utilizado normalmente como almacén de dos pisos de altura.
- Hashizume-mon Tsuzuki Yagura – torre de observación y puesto de comando de tres pisos de altura.
- Hashizume-ichi-no-mon – Puerta de entrada.
- Tsuru-no-maru Dobei – muro.
- Ishikawa-mon – Puerta de entrada con dos distintivos tipos de trabajo en piedra. Ha sido designado como “Lugar de Valor Importante Nacional” por el gobierno japonés.

Hasta 1989, la Universidad de Kanazawa estaba localizada en el terreno del castillo. Durante la Segunda Guerra Mundial, las instalaciones sirvieron como base de operaciones de la Novena División de la Armada Imperial Japonesa.